# B. J. Vorster
Balthazar Johannes Vorster, conocido como John Vorster o B. J. Vorster (13 de diciembre de 1915-10 de septiembre de 1983), fue un político y jurista sudafricano, primer ministro (1966-1978) y presidente (1978-1979) de su país.
Representante de la minoría blanca afrikáner (sudafricanos de origen neerlandés) y partidario de la segregación racial, conocida como apartheid, desde sus cargos de ministro de Justicia y primer ministro llevó a cabo detenciones e impuso drásticas medidas de seguridad frente a los negros, como la condena a cadena perpetua de Nelson Mandela.

## Biografía
Vorster nació en Jamestown (provincia del Cabo) en 1915, asistió allí a la escuela primaria y, después de ingresar a la Universidad de Stellenbosch, se involucró en política convirtiéndose en miembro del Partido Nacional. A partir de 1939 se opuso firmemente a la intervención de Sudáfrica en la Segunda Guerra Mundial al lado de los Aliados.
Diputado durante los mandatos de los primeros ministros Daniel Malan, Johannes Gerhardus Strijdom y Hendrik Verwoerd, en 1961 fue nombrado ministro de Justicia por este último. Cuando Verwoerd fue asesinado en septiembre de 1966, Vorster es elegido por el Partido Nacional para sucederlo. En octubre de ese año, la Asamblea General de la ONU votó la terminación del mandato sudafricano sobre el Sudoeste de África, o Namibia, y estableció un consejo para asumir la responsabilidad sobre el territorio. Pero, Sudáfrica rechazó todas las reclamaciones de la ONU y procedió a integrar el territorio en la economía sudafricana. En junio de 1971, la Corte Internacional de Justicia dictaminó que la presencia sudafricana en Namibia era ilegal.
Sin embargo, Vorster llevó a cabo una política exterior más pragmática que sus predecesores, en un esfuerzo por mejorar las relaciones entre el gobierno de la minoría blanca y los vecinos de Sudáfrica, en particular después de la desintegración del imperio colonial portugués que implicó la independencia de Angola y Mozambique. Por otro lado, en 1973-74 Sudáfrica mostró una ligera relajación de sus estrictas políticas de apartheid, aunque los planes para el establecimiento de bantustanes siguieron adelante como se había anunciado originalmente.
En 1976-77, Estados Unidos ejerció una presión cada vez mayor sobre Sudáfrica para que cambiara sus políticas racistas y el gobierno de Vorster hizo algunas concesiones ante el cambio de clima internacional, disminuyendo su apoyo al régimen de la minoría blanca en Rhodesia y avanzando hacia la concesión de la independencia a Namibia. Pero el sistema del apartheid no se alteró de manera apreciable a pesar de las protestas masivas en Soweto (1976) y otras comunidades no blancas. En esos años, las bantustanes de Transkei y Bophuthatswana obtuvieron una independencia nominal. 
Vorster dimitió como primer ministro a finales de 1978, siendo sucedido en el cargo por Pieter Willem Botha, hasta entonces ministro de Defensa. Tras su dimisión, Vorster fue elegido para el cargo, en gran medida honorario, de presidente de Sudáfrica. Sin embargo, su mandato fue breve. En lo que llegó a conocerse como el escándalo Muldergate —llamado así por Connie Mulder, ministro de Información y centro del escándalo—, Vorster estuvo implicado en el uso de un fondo secreto ilegal para establecer The Citizen, el único periódico importante en lengua inglesa que era favorable al Partido Nacional. Una comisión investigadora concluyó a mediados de 1979 que Vorster "lo sabía todo" y lo había tolerado. Dimitió de la presidencia del Estado y cayó en desgracia. Murió en 1983, a la edad de 67 años.
| Predecesor: Hendrik Frensch Verwoerd | Primer ministro de Sudáfrica 1966 a 1978 | Sucesor: Pieter Willem Botha |

| Predecesor: Marais Viljoen | Presidente de Sudáfrica 1978 a 1979 | Sucesor: Marais Viljoen |

- Datos: Q313903
- Multimedia: John Vorster / Q313903